# Due grosse lacrime bianche/Tienimi con te
Due grosse lacrime bianche/Tienimi con te è un 45 giri della cantante italiana Iva Zanicchi, pubblicato nel marzo 1969. Con il brano Due grosse lacrime bianche, Iva Zanicchi partecipò lo stesso anno all'Eurovision Song Contest tenutosi a Madrid.
Il lato B del singolo, Tienimi con te, sarà utilizzato come sigla di chiusura della 12ª edizione della trasmissione radiofonica Gran varietà, dove Iva Zanicchi era la cantante ospite fissa nelle prime sette puntate.

## Tracce
Lato A
- Due grosse lacrime bianche - (Claudio Daiano, Piero Soffici e Carlo Fontana) 2:34

Lato B
- Tienimi con te - (E. Leoni - A. Cocco)